# Épisode (magazine)
Épisode ou Éπsode est un magazine sur les séries télévisées, publié en France de septembre 2002 à avril 2004 (n°1 à 16), sous-titré le magazine de la culture série. À l'origine de ce magazine se trouvait Alain Carrazé, alors déjà connu pour des émissions sur les séries sur la chaîne Canal Jimmy et pour ses livres aux Éditions 8e Art.
Éπisode s'est différencié de la majeure partie des magazines sur les séries qui ciblent un public adolescent et les séries précises qu'ils suivent. Éπisode a évoqué une sélection de séries de qualité assez large en nombre et en thèmes (de la science-fiction aux séries policières). Dans ses premiers numéros, la rédaction a tenté d'accompagner le magazine avec un DVD, mais celui-ci faisait doublon avec les articles de la version papier et fut abandonné.
À noter qu'une partie des rédacteurs avaient participé auparavant de façon bénévole au magazine Génération Séries, mais les deux titres furent concurrents. Parmi ses auteurs réguliers, le magazine comptait Martin Winckler, Thomas Barichella, Jérome Wybon, Éric Bouche, Romain Brami, Romain Nigita, Loïc Le Roux, Thierry Le Peut, Philippe Kieffer, Nicolas Binvel... 

## Tirage
- n°1 : 25 000 exemplaires.
- n°12 : 40 000 exemplaires.

La société éditrice, Presse A & F, est cependant contrainte à la faillite en juin 2004 à cause du manque de lecteurs pour assurer l'équilibre financier de l'entreprise, et ce, malgré un changement de formule. Un incident technique en février 2004 avait, en plus, retardé la sortie du dernier numéro en date.